# Nuno Krus Abecasis
Nuno Krus Abecasis GCC • GOIH (Faro, 24 de Outubro de 1929 – Lisboa, 14 de Abril de 1999) foi um engenheiro e político português.

## Biografia

### Percurso pessoal e profissional
Nuno Krus Abecasis nasce em Faro, a 24 de outubro, de 1929. É filho de Duarte Monteverde Abecasis, de ascendência judaica, e de Maria Amélia Krus, de ascendência alemã. Tinha apenas nove meses quando a família se estabeleceu em Lisboa, iniciando aí a sua atividade académica, a partir do Colégio Normal de Lisboa.
Licenciou-se em Engenharia Civil, no Instituto Superior Técnico da Universidade Técnica de Lisboa, em 1953.
Antes, realizara os estudos secundários no Liceu Camões, altura em que começou a empenhar-se nas atividades da Acção Católica Portuguesa, tornando-se presidente pré-juvenil e, posteriormente, dirigente da Juventude Escolar Católica (JEC) a nível nacional. Mesmo na universidade, nunca deixou a atividade na Ação Católica, empenhando-se na obra social, visitando pobres e doentes 
Depois da universidade, a sua preenchida carreira profissional iniciou-se nas construções metalomecânicas, na SOREFAME. Esteve ligado a esta empresa durante 26 anos, chegando a exercer funções como diretor do Gabinete de Estudos Laboratoriais e de diretor da Divisão de Pontes e Estruturas. 
Além disso, a nível particular, esteve ligado a vários projetos, maioritariamente de pontes ferroviárias e de pontes de grande vão, em Portugal, no Congo, em Angola, em Moçambique, no Zaire, Sudão e Costa Rica. Também encabeçou vários projetos relacionados com a conceção de escolas, de edifícios industriais e de habitação, em várias localidades portuguesas. 
Foi ainda conselheiro da presidência do Grupo Lyonanaise des Eaux-Dumez para Portugal e África; presidente do Conselho de Administração da Imotron e da Tecnotron.
Presidiu a Comissão Dez do Instituto da Soldadura. 

### Percurso publico e politico
Nuno Abecasis chega a politica depois de ter estado vários anos envolvido na Acção Católica - nesta organização fora presidente da secção pré-juvenil e, posteriormente, dirigente da JEC - Juventude Escolar Católica a nível nacional. 
Em 1975 aderiu ao Partido da Democracia Cristã, de Sanches Osório, e, posteriormente, ao Centro Democrático Social, de que foi um destacado militante.
Foi eleito deputado à Assembleia da República, pelo CDS, nas legislaturas iniciadas em 1976, 1980, 1983, 1985 e 1995.
Integrou o governo de coligação do PS com o CDS, em 1978, como Secretário de Estado das Indústrias Extrativas e Transformadoras.
Em 1979, com apoio do CDS e do PSD, seria eleito presidente da Câmara Municipal de Lisboa, conseguindo a reeleição em 1982 e em 1985, com maioria absoluta. Foi o presidente de câmara com mais anos de mandato até à data.

###### Presidência da Câmara Municipal de Lisboa
A gestão municipal de Nuno Abecasis foi marcada pelo investimento em duas grandes áreas: a Habitação, com o lançamento da primeira tentativa de erradicação das barracas através do programa PIMP (plano de intervenção a médio prazo) e a Higiene Urbana, com a colocação de milhares de caixotes do lixo em postes de iluminação e a introdução da remoção hermética porta a porta. 
Destaca-se também o investimento na promoção das Relações Internacionais, com a criação da UCCLA - União das Cidades Luso-Afro-Américo-Asiáticas, em 1985; e a Comunicação, com a criação do Gabinete de Comunicação Social, que representou, uma nova forma de comunicação e imagem do Município.
Foi o fundador da Fundação Cidade de Lisboa, em 1989, que tem como principal função divulgar a cultura lisboeta em particular e portuguesa em geral.
O autarca acumulou, no entanto, grandes polémicas, nomeadamente em matéria de gestão urbanística.
Teve outros episódios polémicos, como a tentativa de impedir a exibição do filme de Jean-Luc Godard, Je vous salue, Marie na Cinemateca Portuguesa.
Em 1988 confrontou-se com a necessidade de reconstrução do Chiado, apos o grave incêndio ocorrido nessa zona histórica da cidade. 
Depois de abandonar a presidência de Lisboa, continua ativo na vida política portuguesa, tornando-se presidente do CDS-PP, em 1992, após a saída da direção de Diogo Freitas do Amaral. 

###### Vice-presidência do Parlamento
Enquanto deputado na legislatura iniciada em 1995, Nuno Abecasis foi candidato a vice-presidente da Assembleia da República. Não tendo logrado obter aprovação, logo no início da legislatura, por três vezes - duas a 31 de outubro e uma a 17 de novembro de 1995, retirou a candidatura, alegando falta de dignidade do Parlamento e desrespeito pelo lugar atribuído ao CDS-PP, então liderado por Manuel Monteiro, como terceira força política. 
Em 1995, é candidato do CDS-PP e eleito pelo círculo de Setúbal ao Parlamento, assumindo o lugar de presidente da Comissão Parlamentar para Timor-Leste. 
Em novembro de 1998, porem (já com Paulo Portas como presidente do CDS-PP), conseguiu ser eleito para aquele cargo, que desempenhou durante os meses que antecederam a sua morte, em abril de 1999. Foi então substituído por Pedro Feist na função, durante o tempo restante da legislatura, até outubro de 1999.

## Condecorações[9][10]
- Grande-Oficial da Ordem do Infante D. Henrique (3 de Agosto de 1983)
- Grande-Oficial da Ordem de Mérito, da R. F. A. (1980)
- Grande-Oficial da Ordem do Rio Branco, Brasil (1981)
- Grande-Oficial da Ordem de Ipiranga do Brasil (1981)
- Grande-Oficial da Ordem de Mérito, Itália (1981)
- Grande-Oficial da Ordem da Bandeira da Jugoslávia (1982)
- Grande-Oficial da Ordem de Mérito da Áustria (1984)
- Grande-Oficial da Ordem do Império Britânico (1985)
- Grande-Oficial da Ordem da Fénix da Grécia (1981)
- Grã-Cruz da Ordem da Fénix da Grécia (15 de Novembro de 1990)
- Grã-Cruz da Ordem Militar de Nosso Senhor Jesus Cristo (9 de Junho de 1999), esta última a título póstumo
- Grã-Cruz da Ordem do Mérito de Luxemburgo (1984)
- Grã-Cruz da Ordem do Rio Branco do Brasil (1986)
- Grã-Cruz da Ordem de Francisco de Mirando da Venezuela (1986)
- Grã-Cruz da Ordem "Pro Merito Melitensi" - Ordem de Malta (1989)
- Grã-Cruz da Ordem da Estrela Polar da Suécia
- Grã-Cruz da Ordem do Mérito Civil de Espanha
- Grã-Cruz da Ordem de Nossa Senhor Jesus Cristo de Portugal (a título póstumo- 2000)
- Comendador da Ordem da Coroa da Bélgica (1984)
- Comenda Oficial de Danneborg da Dinamarca (1984)
- Medalha Vasco da Gama da Armada Portuguesa (1989)
- Medalha de Ouro da cidade de Faro (1982)
- Medalha de Ouro da Filantropia (Bombeiros Voluntários Lisbonenses)
- Medalha da Ordem de Mérito do Infante D. Henrique (Casa de Portugal de S. Paulo)
- Medalha de Mérito da Cooperação e Desenvolvimento da República de da Guiné-Bissau

## Familia
Filho de Duarte Monteverde Abecasis, de ascendência Judaica e Espanhola, e de Maria Amélia Krus, de ascendência Alemã, e irmão do Major-General José Duarte Krus Abecasis, Oficial da Ordem Militar de Avis a 27 de Outubro de 1953 e elevado a Comendador da mesma Ordem a 24 de Agosto de 1960, do também Engenheiro Carlos Krus Abecasis, Grande-Oficial da Ordem Militar de Nosso Senhor Jesus Cristo a 19 de Março de 1959 e Grande-Oficial da Ordem de Rio Branco do Brasil a 21 de Agosto de 1970, e do médico pediatra Manuel Krus Abecasis. Tinha nove meses quando a família se estabeleceu em Lisboa. Era no penúltimo de 8 irmãos, sendo a irmã mais nova, Maria Amélia Krus Abecasis, freira. 
Teve seis filhos e filhas, fruto do seu casamento com Raquel Ferreira Castela Abecasis: Ana, Nuno, Filipe, Raquel Abecassis, política independente que fez parte das listas do CDS – Partido Popular para as legislativas de 2019, Teresa e Joana. Dos seus seis filhos, nasceram 24 netos.
A família Abecasis destaca-se em Portugal pelo grande contributo social e, também, em diferentes áreas de formação, destacando-se a medicina e engenharia. 